# بنتوئل
بنتوئل (انگلیسی: Bentoel) شرکت دخانیات اندونزیایی است، که در سال ۱۹۳۰ تأسیس شد.